# 师星三
师星三（1917年—1997年1月14日），直隶冀县人，中华人民共和国政治人物，山西省政协原副主席。